# کمنزیل‌ها
کمنزیل‌ها (نام علمی: Ortygornis) یک سرده از پرندگان در گروه دراج‌ها در خانوادهٔ قرقاولان است. نیاز به یادآوری است که نام سرده از نام رایج این پرنده یعنی «کمنزیل» در سراسر جنوب کشور گرفته شده است.
از سه گونه تشکیل شده است، یکی در جنوب صحرای آفریقا و دو گونه در جنوب آسیا (که یک گونه در ایران نیز یافت می‌شود). گونه‌ها عبارتند از:
- دراج کاکلی، Ortygornis sephaena
- جیرفتی (کمنزیل)، Ortygornis pondicerianus
- دراج باتلاقی، Ortygornis gularis

از سه گونهٔ این سرده، گونهٔ O. sephaena در گذشته در سردهٔ تک‌نماد Dendroperdix قرار داشت، در حالی که دو گونه آسیایی در سردهٔ دراج‌ها Francolinus بودند. تجزیه و تحلیل‌های تبارشناسی از این سه گونه پشتیبانی می‌کند که با هم به عنوان یک سردهٔ جداگانه گروه‌بندی می‌شوند. کنگره بین‌المللی پرنده‌شناسی نیز این نتایج را پذیرفته است.